# Т-408 (тральщик, 1938)
Базовый тральщик Т-408 «Якорь», БТЩ-408 «Якорь», ЭМТЩ-408, "Лещ" — советский базовый тральщик скорректированного проекта 58 типа «Фугас» Черноморского флота ВМФ СССР. Участвовал в Великой Отечественной войне на Чёрном море, обороне Одессы, обороне Севастополя и битве за Кавказ.  

## Характеристики
- Водоизмещение: 459 т.
- Размеры: длина — 62 м, ширина — 7,2 м, осадка — 2,13 м.
- Скорость полного хода: 18 узлов.
- Дальность плавания: 5300 миль при 14 узлах.
- Силовая установка: 2х1500 л. с., 2 вала.
- Вооружение: 1х1 100-мм орудие Б-24, 1х1 45-мм орудие 21-К, 3х1 12,7-мм пулемета, 20 бомб, 27 мин, 46 минных защитников, 1 трал Шульца, 2 параван-трала К-1, 1 змейковый трал.
- Экипаж: 44 чел[1].

## Строительство
На ССЗ № 201 третья серия тральщиков строилась по скорректированному проекту 58.
- проект 58: Т-5, Т-6, Т-408 — Т-410, Т-412, Т-413.

Тральщик «Якорь» был заложен в Севастополе на Севастопольском морском заводе 28 марта 1937 года (заводской №189), спущен на воду в конце 1938 года, сдан в эксплуатацию 19 марта 1939 года. 8 апреля 1939 года на корабле был поднят флаг ВМФ. Он получил бортовой номер «25». 25 июля 1939 года по общей классификации кораблю дан тактический номер «Т-408» («БТЩ-408»).

## Служба
Вошёл в состав дивизиона тральщиков Бригады кораблей охраны водного района Черноморского флота. 

### Великая Отечественная война
В период Великой Отечественной войны участвовал в защите морских коммуникаций и баз, в обороне Одессы и Севастополя. Производил постановку минных заграждений, доставлял в зону боевых действий боеприпасы, боевую технику, продовольствие, медикаменты, эвакуировал раненых бойцов и население, сопровождал транспорты. 
3 октября 1941 года транспорты "Абхазия", "Днепр" и "Чехов" в охранении эсминца "Смышленый" и тральщика Т-408 "Якорь" вышли из Новороссийска в Севастополь. Юго-западнее мыса Утриш транспорт  "Днепр" на полном ходу уклонился от пяти торпед, но одна поразила его в среднюю часть, и в 19.30 он затонул. Тральщик "Якорь" поднял из воды на месте гибели судна 163 человека. Погибли 40 человек. 
При эвакуации Одессы 16 октября 1941 года в числе последних кораблей вывез подрывную группу. 
На минах, выставленных "Т-408" и "Т-404", погибли 24 - 25 октября 1941 года германский речной минный заградитель "Терезия Вальнер" и румынские тральщики "B" (бывший германский "Брюстерорт") и "D" (бывший германский "Дроссель"). По другим данным мины ставили ПЛ «Л-4» и «Л-5». 
В 1941-1942 годах «Якорь» в охране конвоев и единичных рейсах неоднократно доставлял в осажденный Севастополь продовольствие, медикаменты, топливо. 
13 апреля 1942 в 04.00 транспорт «А. Серов» в охранении эскадренных миноносцев «Бойкий», «Незаможник», базовых тральщиков Т-408 «Якорь», «Гарпун» и двух сторожевых катеров прибыл в Севастополь. У подходной точки военного фарватера N 3 транспорт встретили базовые тральщики N 25 (Т-410 «Взрыв») и N 27 (Т-413) из Севастополя. 
Около 1.30 19 июня 1942 года недалеко от мыса Фиолент транспорт «Белосток» идущий из Севастополя в конвое был атакован германским шнельботом S102, который выпустил по нему две торпеды. От одной торпеды судну удалось уклониться, вторая попала в цель. Через три минуты «Белосток» скрылся под водой. Тральщику Т-408 «Якорь», командир старший лейтенант И. В. Коровкин, заменивший раненого П. Н. Щербанюка, военком старший политрук П. И. Голубев, и пяти сторожевым катерам удалось поднять с воды около 100 человек, не менее 650 человек погибло. Налеты авиации продолжались с 4 до 7.30 утра. Всего было задействовано 85 самолетов, наносивших бомбовые удары в одиночку и группами: 53 Ju-88 из KG76 и LG1, 7 He-111 из KG26 и 27 Ju-87 из StG77. Было сброшено до 300 бомб. 
Основной удар пришелся по Т-408 «Якорь» - он был самым крупным кораблем в конвое и по немецким докладам его приняли за эсминец. От близких разрывов  на боевых постах появилось много повреждений и пожары. Осколками повредило 45-мм орудие, левый пулемет ДШК, в отсеки поступала вода. В этих условиях экипаж обеспечивал маневрирование корабля и вел огонь по врагу. Артиллеристы тральщика под управлением командира БЧ-2–3 старшего лейтенанта Н. М. Дульнего и старшины комендоров старшины 1-й статьи Е. П. Демешко сбили три и повредили два самолета. Командиру БЧ-5 старшему инженер-лейтенанту К. Д. Гурману поступали доклады о повреждениях, пожарах, о затоплении помещений и четкая информация о принимаемых мерах. Командир БЧ-1 старший лейтенант А. Д. Сарапин после повреждения тумбы управления рулем приказал перейти на управление вручную. Но вскоре руль заклинило в положении «право на борт». Корабль покатился вправо. Оказалось, лопнул корпус рулевой машины, а от перекоса заклинило передаточные шестерни и заело стопор ручного управления рулем. Решили вбить дубовые клинья по всей длине трещины. На ремонт ушло 12 минут. Работали в противогазах, так как на палубе разлилась кислота от дымовой аппаратуры и ее пары заполнили помещение. Места поступления воды заделывали подушками, набитыми паклей, конопатили ветошью, забивали клиньями. Из-за затопления топливных цистерн левого борта и трюма машинного отделения возник крен в 8°. К 5 ч 40 мин он достиг 12°. Благодаря умелым действиям личного состава крен удалось уменьшить до 3–4°. Тем временем увеличилось поступление воды через настил второго дна в носовое машинное отделение. Мотористы работали в воде, иногда погружались в нее с головой и на ощупь определяли пробоины. Отремонтировав пожарную магистраль трюмно-пожарного насоса, его переключили на осушку трюма. Вода пошла на убыль. Вскоре обнаружили, что из масляной цистерны поступает вода в картер левого дизеля и в машинное отделение. Обводнение смазочного масла принимало угрожающие размеры.
Отбомбившись, самолеты ушли. Но вскоре другая группа Ю-87 вновь атаковала корабль. Прямых попаданий удалось избежать. Из-за близких разрывов деформировалась передняя мачта. Осколки срезали сигнальный прожектор и разбили радиостанцию. Был сорван и улетел за борт комовой электрокран. В трюмы и отсеки поступило не менее 140–150 тонн воды. Осадка увеличилась на 0,5 м с дифферентом на нос. Крен на левый борт вновь достиг 12°. К 9 часам утра прилетели наши истребители и стали барражировать над кораблём. Несмотря на повреждения, экипажу удалось восстановить системы корабля и даже взять на буксир два сторожевых катера, потерявших ход во время налетов. 20 июня 1942 года конвой добрался до Туапсе. Потери экипажа в этом бою составили только одного человека убитым и двух ранеными. Сам корабль уже в октябре того же года после ремонта вернулся в строй.
В составе отрядов с другими кораблями ходил к румынским берегам.

### Послевоенное время
После окончания войны участвовал в разминировании акваторий у Феодосии и в Керченском проливе. В 1945 году был вооружен электромагнитным тралом, получили тактический номер "ЭМТЩ-408". 
За 1945 год корабль прошёл 9114 миль, из них более 5000—с тралом.
17 октября 1953 года был передан Минно-торпедному управлению, а 7 апреля 1956 года исключен из боевого состава и переформирован в опытовое судно "Лещ".

## Командиры
- капитан-лейтенант Щербанюк Петр Никанорович (1939-1940);
- старший лейтенант Коровкин Игнат Васильевич (1943-1944);
- старший лейтенант Долголенко Александр Петрович (1945)[1].

## Память
- Имя тральщика увековечено на «Мемориале героической обороны Севастополя 1941—1942 гг.», сооруженном на площади Нахимова в Севастополе в 1967 году[5].
- Его именем был назван один из кораблей проекта 266М «Аквамарин-М».